# 1964 en Inde
Chronologie de l'Inde
- 1960
- 1961
- 1962
- 1963
- 1964
- 1965
- 1966
- 1967
- 1968

Jawaharlal Nehru, Premier-ministre de l'Inde, meurt le 27 mai.

Cette page concerne les évènements survenus en 1964 en Inde  :

## Évènement
- Scission du Parti communiste indien (en)
- Fin de l'affaire de la conspiration au Cachemire (en)
- 6 mai : Début de la saison cyclonique dans le nord de l'océan Indien (en).
- 27 mai : Mort et funérailles d’État de Jawaharlal Nehru (en)
- 30 octobre : Pacte Sirima–Shastri (en)
- 18-26 décembre : Cyclone Rameswaram (en)

## Cinéma
- 11e cérémonie des Filmfare Awards
- 11e cérémonie des National Film Awards (en)
- Les films Sangam, Ayee Milan Ki Bela (en), Dosti (en), Ziddi (en) et Rajkumar (en) se classent aux premières places du box-office indien pour 1964.

Autre sorties de film
- Charulata
- Yaadein

## Littérature
- A Bend in the Ganges (en), roman de Manohar Malgonkar (en)
- Manju (en), roman de M. T. Vasudevan Nair (en)
- Marhi Da Deeva (en), roman de Gurdial Singh (en)

## Sport
- 27 décembre 1963-4 janvier 1964 : Championnat du monde de billard amateur (en) à Calcutta.
- 29 janvier-9 février : Participation de l'Jeux olympiques d'hiver d'Innsbruck.
- 10-24 octobre : Participation de l'Jeux olympiques d'été (en) de Tokyo.

## Création
- Parti communiste d'Inde (marxiste)

## Dissolution
- 1re Assemblée de Pondichéry (en)

## Naissance
- Fareed Zakaria, écrivain et journaliste.

## Décès
- Jawaharlal Nehru, Premier-ministre.